# Oceania Cup Winner’s Cup
Der Oceania Cup Winner’s Cup (deut.: Ozeanienpokal der Pokalsieger) war ein Fußball-Vereinswettbewerb in Ozeanien, der von der Oceania Football Confederation (OFC) organisiert und 1987 erstmals und zum einzigen Male ausgetragen wurde.
Der Pokal war, wie auch der eine Woche später stattfindende OFC Champions Cup 1987 von Qantas Airways gesponsort worden. Dadurch wurde das Spiel damals als Qantas Pacific Cup Winners' Cup bezeichnet.
Es blieb aber bei diesem einen Spiel, und es entwickelte sich kein jährlicher Wettbewerb. Möglicherweise führte das Desinteresse der Klubs, die großen Entfernungen und das Fehlen eines übergeordneten Wettbewerbs wie der FIFA-Klub-Weltmeisterschaft dazu. Die International Federation of Football History & Statistics (IFFHS) spricht allerdings noch von einer zweiten Ausspielung 1999.
Am 8. März 1987 standen sich im Finale im Fuji Film Stadion von Auckland der australische „NSL Cup Sieger“ Sydney City FC und der neuseeländische Gewinner des „Chatham Cup“ North Shore United von 1986 vor 1.000 Zuschauern gegenüber.
| Jahr | Sieger         | Ergebnisse | Finalist           |
| ---- | -------------- | ---------- | ------------------ |
| 1987 | Sydney City FC | 2:0 (2:0)  | North Shore United |